# チャパキディック (映画)
『チャパキディック』（原題：Chappaquiddick）は2017年に公開されたアメリカ合衆国のドラマ映画である。監督はジョン・カラン、主演はジェイソン・クラークが務めた。
本作は日本国内で劇場公開されなかったが、Watchaで配信されていたことがある。

## 概略
ケネディ家の末弟であるエドワード・ケネディ上院議員は政治家として申し分ないキャリアを歩んでおり、志半ばで倒れた2人の兄（ジョンとロバート）と同様、やがては大統領を目指すと思われていた。しかし、1969年7月18日、エドワードは飲酒運転のために自動車ごと橋から転落するという事故を起こしてしまった。エドワードは何とか岸までたどり着けたが、同乗していたマリー・ジョー・コペクニは溺死した。この死亡事故とその後の隠蔽工作が原因で、エドワードは大統領への道を永久に断たれることとなった。これが世に言うチャパキディック事件である。本作は何故エドワードがこのような愚行に至ったのかを解明する作品である。

## キャスト
- ジェイソン・クラーク - エドワード・ケネディ
- ケイト・マーラ - マリー・ジョー・コペクニ
- エド・ヘルムズ - ジョー・ガーガン
- ブルース・ダーン - ジョセフ・P・ケネディ
- ジム・ガフィガン - ポール・F・マーカム
- テイラー・ニコルズ - セオドア・C・ソレンセン
- クランシー・ブラウン - ロバート・マクナマラ
- レキシー・ロス - ナンス・リヨンズ
- ジョン・フィオーレ - アリーナの責任者
- アンドリア・ブラックマン - ジョーン・ベネット・ケネディ
- タマラ・ヒッキー - マリリン・リチャーズ
- アリソン・ワクトラー - リズ・トロッタ
- ヴィクター・ウォーレン - スティーブン・エドワード・スミス
- ドナルド・ワトソン - ワット医師
- マシュー・ローラー - ダン・ギフォード
- アンジェラ・ホープ・スミス - メアリレン・リヨンズ
- デヴィッド・デ・ベック - サージェント・シュライヴァー
- オリヴィア・サールビー - レイチェル・シフ

## 製作
2015年12月14日、サム・テイラー＝ジョンソンが本作の監督に起用されたと報じられた。2016年4月25日、降板したテイラー＝ジョンソンの代わりにジョン・カランが起用され、主役にはジェイソン・クラークがキャスティングされたとの報道があった。7月7日、ケイト・マーラとエド・ヘルムズの出演が決まった。20日、ブルース・ダーンが本作に出演することになったと報じられた。8月31日、ジム・ガフィガンとオリヴィア・サールビーがキャスト入りした。9月7日、本作の主要撮影が始まった。

## 公開・興行収入
2017年9月8日、エンターテインメント・スタジオズが本作の全米配給権を400万ドルで購入したと発表した。10日、本作はガラ・プレゼンテーションに出品されていた第42回トロント国際映画祭でプレミアを迎えた。当初、本作は2017年12月8日に全米公開される予定だったが、後に公開日は2018年4月6日に延期された。なお、エンターテインメント・スタジオズは本作の広告費に1600万ドルを投じたと報じられている。
本作は『クワイエット・プレイス』や『ブロッカーズ』、『The Miracle Season』と同じ週に封切られ、公開初週末に200万ドルから400万ドルを稼ぎ出すと予想されていたが、実際の数字はそれを上回るものであった。2018年4月6日、本作は全米1560館で公開され、公開初週末に576万ドルを稼ぎ出し、週末興行収入ランキング初登場7位となった。

## 評価
本作は批評家から好意的に評価されている。映画批評集積サイトのRotten Tomatoesには72件のレビューがあり、批評家支持率は80%、平均点は10点満点で7.1点となっている。サイト側による批評家の見解の要約は「『チャパキディック』は事件の最も興味深い謎を放置せざるを得なかったが、主役のジェイソン・クラークの卓越した演技のお陰で上質な作品になっている」となっている。また、Metacriticには28件のレビューがあり、加重平均値は67/100となっている。なお、本作のCinemaScoreはBとなっている。